# 第二最上川橋梁
第二最上川橋梁（だいにもがみがわきょうりょう）は、山形県東田川郡庄内町の最上川に架かる東日本旅客鉄道（JR東日本）羽越本線の鉄道橋である。

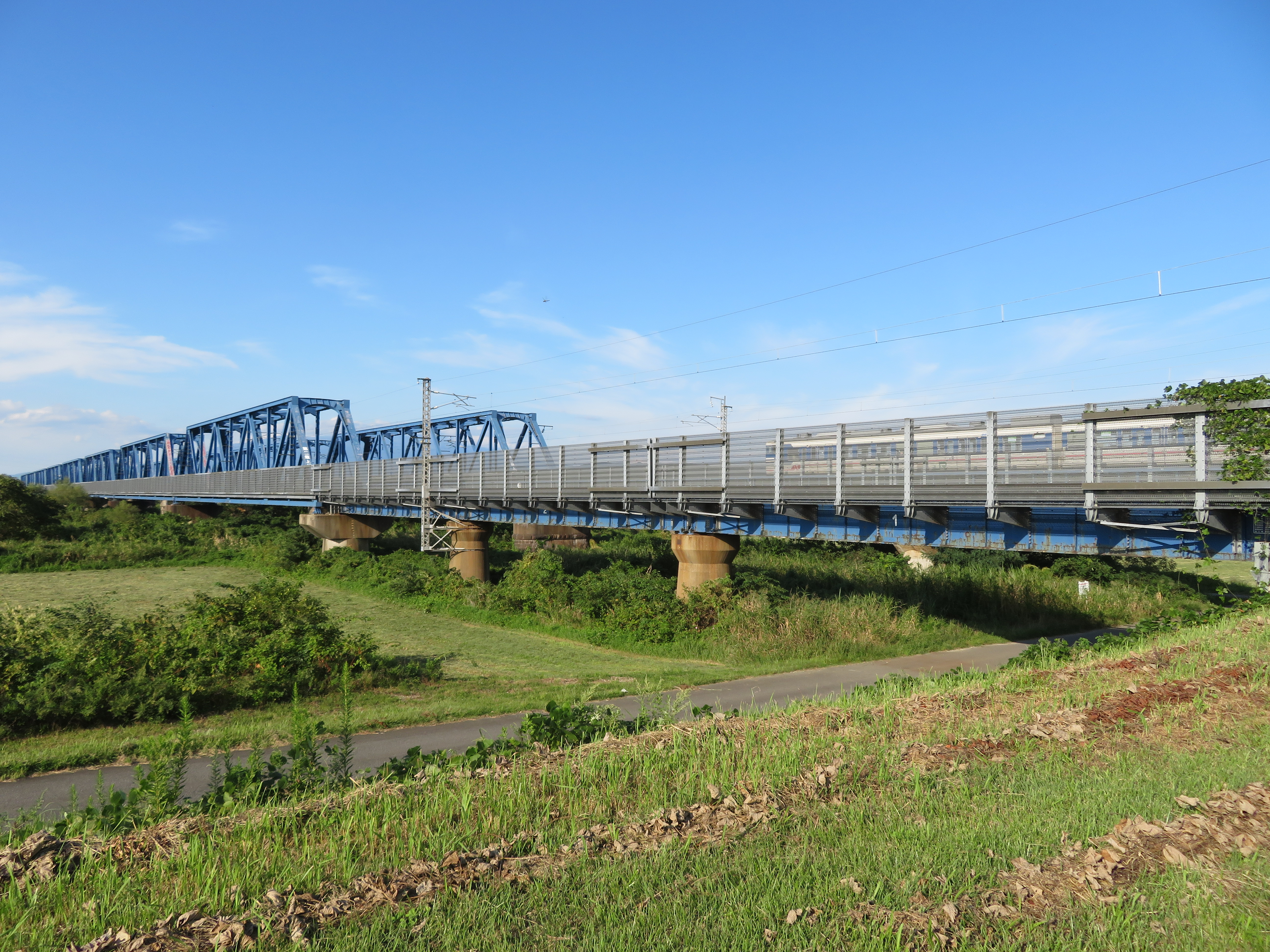
第二最上川橋梁

## 概要
酒田線（現・羽越本線）の余目駅 - 酒田駅間の延伸工事に伴って1914年（大正3年）に完成した。北余目駅 - 砂越駅間の最上川に架かる全長624.16メートル（上り線）の橋梁である。酒田線（現・陸羽西線）の津谷駅 - 古口駅間に、最上川を渡河する橋梁（第一最上川橋梁）が既に存在していた為、当橋梁では第二橋梁を名乗っている。現在は複線化され、単線用橋梁2本から構成されている。

## 構造
開業時（現在の上り線）は径間60フィート（約18.28メートル）の鈑桁22連と径間200フィート（約60.96メートル）の構桁6連からなる全長2,701フィート（約823.26メートル）の橋梁であった。
現在の上り線は新津方から支間19.15メートルの上路プレートガーダー1連、支間20.7メートルの上路プレートガーダー3連、支間62.4メートルの下路ワーレントラス5連、支間62.4メートルの曲弦ワーレントラス1連、支間62.4メートルの下路ワーレントラス2連、支間29.667メートルのポニーワーレントラス1連の計13連、橋長624.16メートルである。

## 歴史
- 1914年（大正3年）12月24日：酒田線余目駅 - 酒田駅間 (12.2km) 延伸開業に伴い開通。
- 1940年（昭和15年）：資材不足により約200m分の鉄桁を築堤に変更[3]。
  - 6月24日：起工式挙行[4]。
  - 12月21日：完工[3]。
- 1942年（昭和17年）：橋桁を引き上げ。
  - 6月20日：着工[5]。
  - 8月21日：完工[6]。
- 1951年（昭和26年）6月30日：上路鈑桁数連を取り替え[7]。
- 1953年（昭和28年）11月5日：トラス一連を鈑桁三連と更換[8]。
- 1959年（昭和34年）8月10日：複線化工事による新橋梁完成により現在線を新橋梁に移し、旧橋梁の改修工事を開始[9]。
- 1960年（昭和35年）10月1日：北余目信号場-砂越駅間複線化に伴い橋梁も複線使用開始。
- 2006年（平成18年）11月：脱線事故の対策として、西側に防風柵設置[10]。